# Isabel García Sánchez
Isabel García Sánchez (Las Palmas de Gran Canaria, 1968) és una activista feminista i pels drets LGTB, així com política valenciana d'origen canari. És la directora de l'Institut de les Dones espanyol des de desembre de 2023.

## Biografia
Militant del Partit Socialista del País Valencià (PSPV-PSOE), Isabel García va ser elegida regidora a l'Ajuntament de Xirivella (l'Horta Sud) a les eleccions municipals de 2015 ostentant les delegacions de Comerç i d'Igualtat al govern de l'alcalde Michel Montaner. Simultàniament és diputada provincial d'Igualtat, Joventut i Esports a la Diputació de València, també comandada pel PSPV-PSOE. Durant el seu mandat, García va ser responsable d'iniciatives significatives com la creació de la Xarxa de Municipis contra la Violència de Gènere de la província de València, premiada pel Ministeri d'Igualtat en 2022, la creació del fòrum de debat feminista Feminari de València o l'organització del primer Congrés Internacional de Dones i Esports.
El 2019 no va renovar els càrrecs i passa a ser assessora al govern espanyol, en un primer moment a la Delegació del Govern al País Valencià i després al Ministeri de Transports, Mobilitat i Agenda Urbana, dirigit pel també valencià José Luis Ábalos. El 2022 deixa l'activitat al ministeri per engegar tasques de consultoria en matèria d'igualtat a l'àmbit privat.
El desembre de 2023 va ser nomenada directora general de l'Instituto de las Mujeres, depenent del Ministeri d'Igualtat del nou govern del socialista Pedro Sánchez, a proposta de la ministra Ana Redondo. Després del seu nomenament, diversos col·lectius LGTB com la Federació Plataforma Trans i Eufòria Famílies Trans Aliades, així com activistes dels drets trans com Elizabeth Duval, Carla Antonelli o Mar Cambrollé, van sol·licitar al govern la revocació del càrrec degut a diversos comentaris i publicacions en xarxes socials que va realitzar García Sánchez en contra de la Llei Trans o la teoria queer. L'endemà d'assumir el seu càrrec, Sumar, soci del govern de coalició, va criticar el nomenament i diversos càrrecs el van qualificar com a «inacceptable», «decebedor» o «vergonyós».